# 艾倫縣 (俄亥俄州)

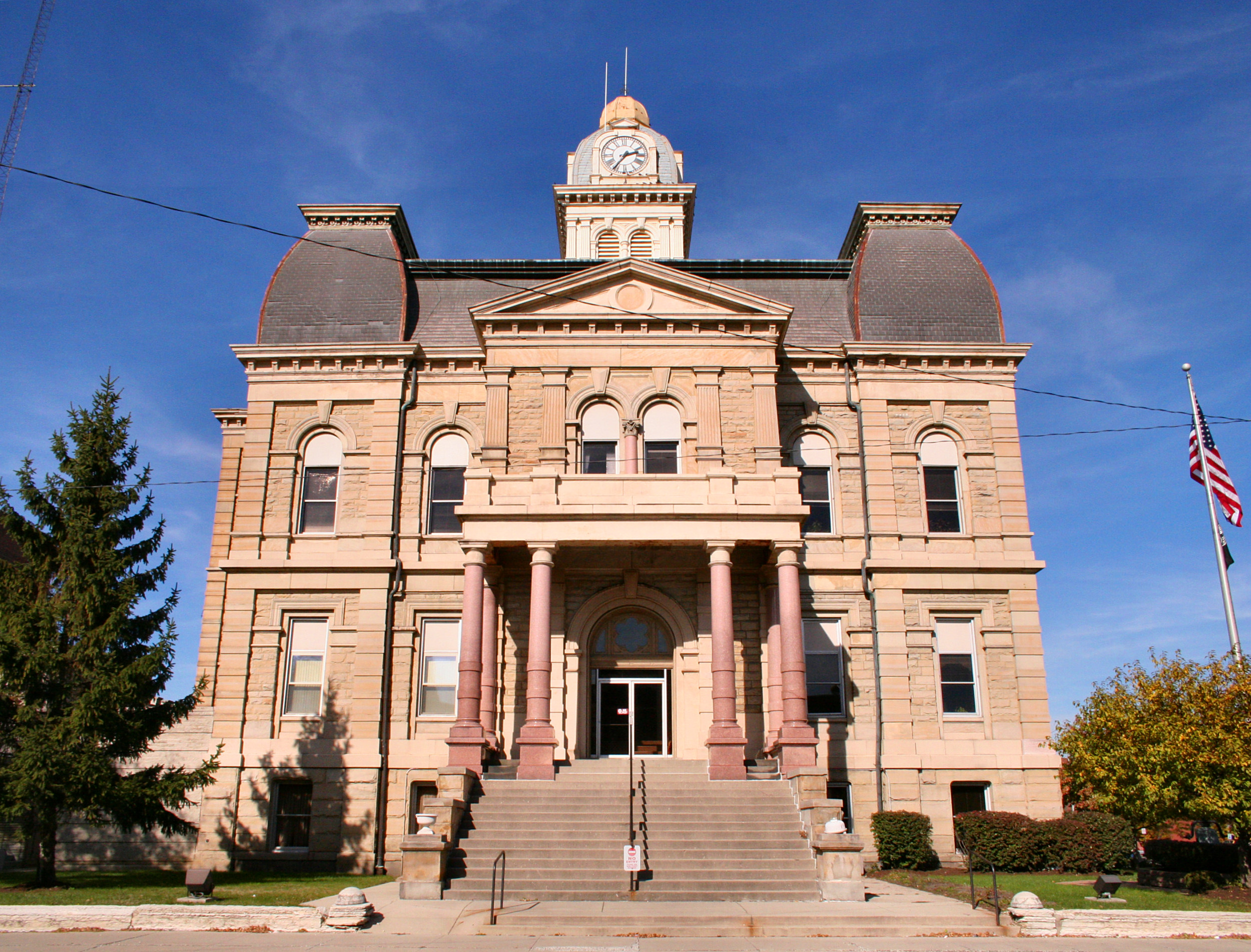
縣法院

艾倫縣（英語：Allen County）是美國俄亥俄州西北部的一個縣。面積1,054平方公里。根據美國2000年人口普查，共有人口108,473人。縣治利馬 (Lima)。
成立於1820年4月1日。縣名有兩種說法：一說是紀念格林山兄弟會領袖伊森·艾倫 (Ethan Allen)；另一說肯塔基州參議員、1812年戰爭戰死的約翰·艾倫 (John Allen)。

## 地理

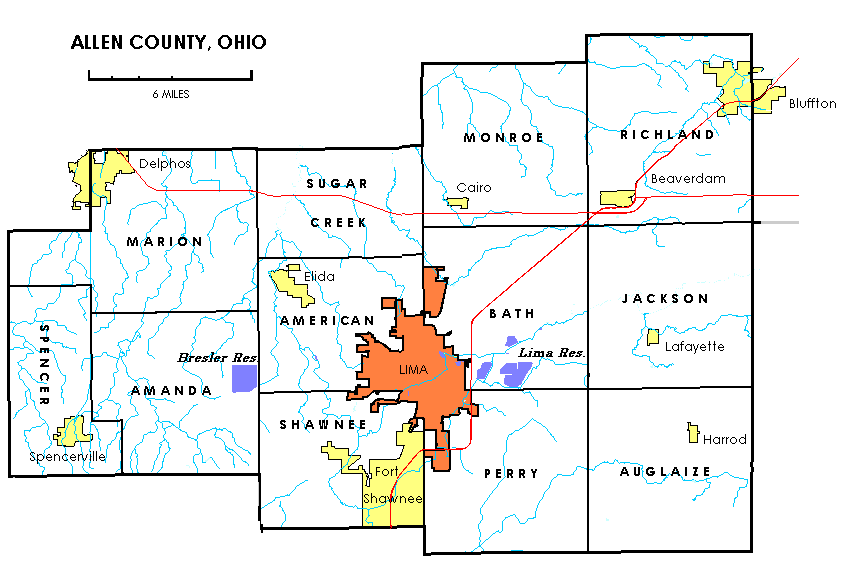
艾伦县的镇区

根据美国人口调查局数据，亚当斯县面积为407平方英里（1,050平方），其中陆地面积为402平方英里（1,040平方），水域面积为4.4平方英里（11平方）（1.1%）。

### 相邻县份
- 普特南縣 (北)
- 漢考克縣 (东北)
- 哈丁縣 (东)
- 奥格莱塞县 (南)
- 范沃特縣 (西)

## 人口
| 调查年                                                                      | 人口    | 备注  | %±       |
| --------------------------------------------------------------------------- | ------- | ----- | -------- |
| 1830                                                                        | 578     |       | —        |
| 1840                                                                        | 9,079   |       | 1,470.8% |
| 1850                                                                        | 12,109  |       | 33.4%    |
| 1860                                                                        | 19,185  |       | 58.4%    |
| 1870                                                                        | 23,623  |       | 23.1%    |
| 1880                                                                        | 31,314  |       | 32.6%    |
| 1890                                                                        | 40,644  |       | 29.8%    |
| 1900                                                                        | 47,976  |       | 18.0%    |
| 1910                                                                        | 56,580  |       | 17.9%    |
| 1920                                                                        | 68,223  |       | 20.6%    |
| 1930                                                                        | 69,419  |       | 1.8%     |
| 1940                                                                        | 73,303  |       | 5.6%     |
| 1950                                                                        | 88,183  |       | 20.3%    |
| 1960                                                                        | 103,691 |       | 17.6%    |
| 1970                                                                        | 111,144 |       | 7.2%     |
| 1980                                                                        | 112,241 |       | 1.0%     |
| 1990                                                                        | 109,755 |       | −2.2%    |
| 2000                                                                        | 108,743 |       | −0.9%    |
| 2010                                                                        | 106,331 |       | −2.2%    |
| 2014年估计                                                                  | 105,040 | [ 2 ] | −1.2%    |
| U.S. Decennial Census 1790年-1960年1900年-1990年 1990年-2000年2010年-2013年 |         |       |          |

根据2000年人口普查结果，艾伦县共有108,473人， 40,646户和22,208个家庭。人口密度为268名居民每平方英里（103.5名居民每平方）。44,245间住房单位密度为109每平方英里（42.1每平方）。艾伦县总人口的84.95%是白种人，12.19%是非洲裔美国人，0.21%是土著美国人， 0.55%是亚裔，0.01%为太平洋岛民，0.63%来自其他种族，还有1.45%是混血。西班牙裔和拉丁美洲裔分别占总人口的1.42%。
艾伦县的40,646户中32.9%有18岁以下的孩子和他们居住，53.00%为已结婚的夫妇，12.40%已婚丧夫的家庭，还有30.60%户是非家庭。818户中的26.30%由个人组成，11.20%居住着65岁及以上的独居老人。平均每户有2.52人，每个家庭3.05人。
艾伦县的年龄中位数为36岁，18岁以下的少年儿童及青少年占总人口的25.9%，9.9%的人口居于18岁到24岁之间，27.6%的人口居于25岁到44岁之间，22.4%的人口居于45岁到64岁之间，还有14.2%的人口是65岁以上的老年人。平均每100名女性对应100名男性。18岁以上的每100名女性对应98名男性。
曼彻斯特城市住户年收入中位数为37,048美元，家庭年收入中位数为44,723.美元。男性年收入中位数为35,546美元，女性则是23,537美元。全市人均年收入为17,511美元。大约9.60%的家庭和12.10%的人口低于贫困线，这其中的17.00%未满18岁，9.60%则已65岁及以上。

## 社区

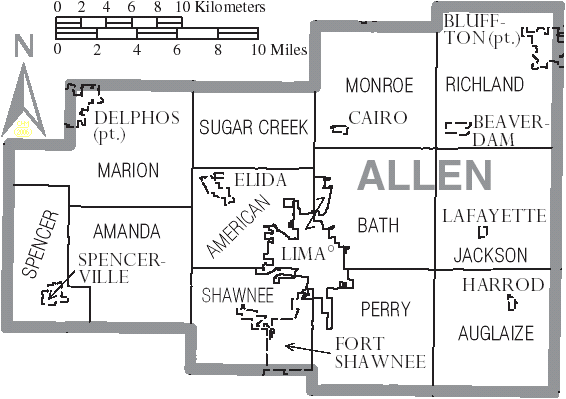
Municipalities and townships of Allen County

### 城市
- 德尔弗斯
- 利马（县治）

### 城镇
- 比弗达姆[注 1]
- 布拉夫顿
- 开罗
- 埃利达
- 哈罗德
- 拉斐特
- 斯潘塞维尔

### 镇区
- 阿曼达
- 美利坚
- 奥格莱斯
- 巴斯
- 杰克逊
- 马里昂
- 门罗
- 佩里
- 里奇兰
- 肖尼
- 斯潘塞
- 休格克里克

### 未建制社区
- Allentown
- 奥格莱塞
- Conant
- 肖尼堡
- Gomer
- 休谟
- 坎普
- Landeck
- Needmore
- Oakview
- Rockport
- Rousculp
- Scotts Crossing
- Slabtown
- South Warsaw
- Southworth
- West Newton
- 威斯敏斯特
- Yoder

## 脚注
1. ↑  在俄亥俄州，人口在五千人以下的城市称为Village，与其他地方的Village意思不同，故译为城镇而非乡村。.   [2007-09-14]. （原始内容存档于2011-07-18）.